# Polabané
Polabané jsou jedním ze slovanských, přesněji odoritských kmenů.
Jsou doloženi jako východní sousedé Oboritů. Později náleželi pod pravomoc hamburského arcibiskupství. Ve 12. století je doložen Racibórz, dnešní Ratzeburg jako jejich sídelní středisko.